# 列車抵抗
列車抵抗（れっしゃていこう）は、鉄道の列車を運転する際に、その進行に対する抵抗のことである。空気抵抗や車輪の転がり抵抗など、いくつかの要因による抵抗力を全て合計したものが列車抵抗である。

## 列車抵抗の要素
列車抵抗は、いくつかの要素で構成されている。以下に要素を示す。
- 出発抵抗
- 走行抵抗
- 勾配抵抗
- 曲線抵抗
- トンネル抵抗

大きく、列車を加速させるために物理的に必要なもの（出発抵抗・走行抵抗）、設備に起因するもの（勾配抵抗・曲線抵抗・トンネル抵抗）に分類される。また加速するためには車輪や電動機の回転部分なども速く回転させなければならないが、これは列車全体としての直進運動の加速とは別に回転運動を加速させなければならず、これにも抵抗がある。この力のことを加速抵抗・加速度抵抗・慣性係数などと呼ぶことがある。
列車抵抗は、実際の車両において働く力をニュートン単位で測定することもあるが、多くの場合は列車重量1 トンあたりの力 (N/t) で表す。以下ではこの列車重量1トンあたりの列車抵抗を説明している。

## 出発抵抗
出発抵抗は、列車が出発して動き出すときに働いている抵抗で、車軸と軸受の摩擦に起因している。起動抵抗と呼ぶこともある。動き出す瞬間が一番大きく、速度が上がると急速に小さくなることから、通常は0 km/hの時の値と3 km/hの時の値を直線で結んで表現し、それ以降は走行抵抗とみなす。出発抵抗は、列車の重量1 tあたりの力（単位N）で表現する。
出発抵抗は、軸受の種類と停車時間により影響される。ころ軸受の車両では30 N/tほど、平軸受の車両では80 - 100 N/tほどである。

## 走行抵抗
走行抵抗は、列車が走行しているときに列車に発生する抵抗で、空気抵抗や車輪・車軸の摩擦などが原因となっている。走行抵抗はさらに車両抵抗と空気抵抗に分けて考える。

### 車両抵抗
車両抵抗は、車両が走行することによる機械的な抵抗である。車両抵抗はさらに細かく分解すると、車輪とレールの間の摩擦抵抗（主にフランジがこすれることによる）・車軸と軸受の摩擦抵抗・電動機などの原動機に関わる回転抵抗・その他の摺動部分の抵抗などがある。車軸と軸受の抵抗は、軸受に掛かる圧力が大きくなるほど単位重量あたりでは減少する。また潤滑油の粘度は温度が高いほど低いことから、一般に冬になると車両抵抗が増加する。

### 空気抵抗
空気抵抗は、列車が走行することにより列車先頭部が空気を押しのけたり、列車側面と空気の摩擦で抵抗を受けたりすることによって発生する。おおむね速度の2乗に比例して大きくなる。中間車両に比べると、先頭車両の空気抵抗の大きさは約10倍ほどになる。また、末尾の車両でも列車が進行すると、末尾側で空気が薄くなって車両を引っ張るので、中間車両に比べて抵抗が大きくなり、約2.5倍ほどになる。したがって、編成の構成両数が長くなるほど単位重量あたりの空気抵抗は減少する。また、車両の外部形状や材質のみが影響するので、無蓋車を除き、中に旅客や貨物がどれだけ搭載されていても空気抵抗には影響を与えない。つまり、空気抵抗に重量は影響しない。
なお、トンネル内では空気抵抗自体が顕著に増加するが、これはトンネル抵抗の節で説明する。

### 走行抵抗の表現式
走行抵抗は理論的に解析することは困難な値であるため、車両の形式ごとに実測値を元にこれを表す式を作って利用する。一般式は、{\displaystyle r_{r}=g\times \left(a+bv+{\frac {cv^{2}}{W}}\right)}である。rrが走行抵抗 (N/t)、vが走行速度 (km/h)、Wが列車質量 (t)、gが重力加速度 (m/s2) で、a、b、cは定数である。
aは主に車軸と軸受の摩擦に依存する値で、速度とは無関係の項である。bは主に車輪とレールの摩擦に依存する値で、この部分は速度に比例する項である。cは空気抵抗に依存する値で、速度の二乗に比例する項で、また車体重量が影響しないので重量で割っている。
具体的な走行抵抗計算式は、例えば新幹線100系電車で、rr = g(1.273 + 0.001v + 0.0001381v2)と与えられている。

## 勾配抵抗
列車が上り勾配に差し掛かると、その地点の傾きにより、重力のうちの勾配平行方向の成分が列車の進行を押し止める向きに働く。この力を勾配抵抗という。列車重量をW (t)、重力加速度をg (m/s2) 勾配の角度をθとすると、この力はWg sinθと表現することができる。θが十分小さい範囲ではsinθ≒tanθであることを利用して、鉄道において勾配の程度を表すために一般に用いられている千分率（パーミル）に置き換えると、h パーミルの勾配での勾配抵抗はWghで表される。10 パーミル勾配では98 (N/t)、25 パーミル勾配では245 (N/t) の勾配抵抗が働くことになる。これは、上り勾配では列車を減速させる方向に働くが、逆に下り勾配では列車を加速させる方向に働く。

## 曲線抵抗
列車が曲線を走行すると、外側のレールとフランジが接触したり、外側と内側のレールの長さが異なることを吸収するために車輪が滑ったりする。このことから直線区間を走行している時に比べて列車抵抗が増大する。この力を曲線抵抗という。様々な要素の影響を受けるが、一般に{\displaystyle r_{c}=g\times {\dfrac {1000\mu (G+L)}{2R}}}のモリソンの式で与えられる。ここでrcは曲線抵抗 (N/t)、Gは軌間 (m)、Lは台車の軸距 (m)、μは車輪とレールの摩擦係数、Rは曲線半径 (m)である。
これを日本のJR在来線で一般的な値を代入したり、試験の結果を勘案したりして簡素化した式は、{\displaystyle r_{c}={\dfrac {K}{C}}\times g}となる。Kは定数で、JR在来線では800を使っている。Cはその地点の曲線半径である。したがって、半径800 mのカーブでは9.8 N/t、400 mのカーブでは19.6 N/t 程度になる。

## トンネル抵抗
トンネル内を走行している時は、トンネル外（明かり区間と呼ぶ）を走行している時に比べて風圧の影響などにより走行抵抗のうちの空気抵抗が増大する。この増加分をトンネル抵抗と呼ぶ。トンネルの断面積や車両の形状・速度などの値によって影響される。
新幹線において、270 km/h走行している時に複線断面のトンネルに突入すると、30 - 50 N/t程度の抵抗増大がある。これは3 - 5 パーミル程度の上り勾配と同じ程度である。一方、在来線列車が160 km/h走行で単線断面のトンネルに突入すると、80 - 120 N/t程度の抵抗増大があり、これは8 - 12 パーミル程度の上り勾配に相当する。
実際の計算に当たっては、走行抵抗の式そのものをトンネル区間用に別に設定することが多い。新幹線100系電車のトンネル内での走行抵抗計算式は、rr = g(1.273 + 0.001v + 0.0002569v2)と与えられている。

## 列車抵抗の利用
列車抵抗の値は、実測値をもとにそれを良く表した一般式を作成して、その式により求めるようにすることが一般的である。この式は、運転曲線の作成に利用される。ある時点での列車の駆動力（引張力）は、その列車の性能と運転士の運転の仕方によって決定される。列車の加速度は、この駆動力から列車抵抗を差し引いた値を列車の質量で除することによって得られる。運転曲線は、路線の曲線や勾配などにより変化する列車抵抗を随時計算しながら、その時点での運転士の運転方法を加味して、列車の各地点での速度を計算することで得られる。これを元に駅間の標準の所要時間である基準運転時分を計算している。